# Chondrohierax
Genre
Chondrohierax est un genre de rapaces de la famille des Accipitridae.

## Liste des espèces
D'après la classification de référence (version 14.1, 2024) de l'Union internationale des ornithologues, il y a 2 espèces du genre Chondrohierax (ordre philogénique) :
- Chondrohierax uncinatus (Temminck, 1822) – Bec-en-croc de Temminck ;
- Chondrohierax wilsonii (Cassin, 1847) – Bec-en-croc de Cuba.